# Organisationen för afrikansk enhet

OAU:s medlemsländer. Färgerna motsvarar landets anslutning till organisationen

OAU (Organization for African Unity), Organisationen för afrikansk enhet, var en afrikansk samarbetsorganisation. Den grundades den 25 maj 1963 i Addis Abeba, men är sedan den 9 juli 2002 ersatt av Afrikanska unionen, AU.

## OAU hade två primära mål
- Att verka för enighet och solidaritet mellan Afrikas länder och verka som en kollektiv röst för kontinenten.
- Att verka för att all form av kolonialism upphörde. Detta var ett centralt mål eftersom det vid organisationens grundande fanns stater i Afrika som ännu inte blivit frigjorda från kolonialismen eller som var minoritetsstyrda. Av dessa var det 2002 endast Västsahara som ännu inte blivit frigjort.